# Joane Somarriba
Joane Somarriba Arrola (ur. 11 sierpnia 1972 w Guernice) – hiszpańska kolarka szosowa, trzykrotna medalistka mistrzostw świata.

## Kariera
Pierwszy sukces w karierze Joane Somarriba osiągnęła w 2002 roku, kiedy zdobyła brązowy medal w wyścigu ze startu wspólnego na mistrzostwach świata w Zolder. W zawodach tych wyprzedziły ją jedynie Szwedka Susanne Ljungskog oraz Nicole Brändli ze Szwajcarii. Na rozgrywanych rok później mistrzostwach świata w Hamilton Hiszpanka zwyciężyła w indywidualnej jeździe na czas, wyprzedzając Niemkę Judith Arndt oraz Rosjankę Zulfiję Zabirową. Ostatni medal wywalczyła podczas mistrzostw świata w Madrycie, gdzie była druga w indywidualnej jeździe na czas. Przegrała tam tylko ze Szwajcarką Karin Thürig. Ponadto Somarriba wygrywała między innymi hiszpański Emakumeen Euskal Bira w latach 1991, 2001 i 2004, francuski Tour de France Féminin w latach 2000, 2001 i 2003 oraz włoski Giro d'Italia Femminile w latach 1999 i 2000. Trzykrotnie startowała na igrzyskach olimpijskich, najlepszy wynik osiągając na igrzyskach w Sydney w 2000 roku, gdzie była piąta w indywidualnej jeździe na czas. Cztery lata później, podczas igrzysk w Atenach była siódma zarówno w indywidualnej jeździe na czas, jak i w wyścigu ze startu wspólnego. Kilkakrotnie zdobywała medale mistrzostw kraju, w tym dwa złote.